# Ємець Владислав Євгенійович
Владислав Євгенійович Ємець (нар. 9 вересня 1997, Харків, Україна) — український футболіст, лівий захисник ковалівського «Колоса».

## Життєпис
Народився в Харкові, вихованець місцевого ХДВУФК № 1. Футбольну кар'єру розпочав в аматорському колективі «Сила» (Дергачі), за який провів 11 матчів у Чемпіонаті Харківської області. У 2015 році перейшов до луганської «Зорі». Проте у футболці луганців грав лише за молодіжну команду. Взимку 2018 року відправився в оренду в «Авангард». Дебютував у футболці краматорського клубу 26 березня 2018 року в програному (1:3) виїзному поєдинку 24-го туру Першої ліги чемпіонату України проти чернігівської «Десни». Владислав вийшов на поле на 82-й хвилині, замінивши Віталія Собка. Дебютним голом у професіональному футболі відзначився 26 серпня 2018 року на 13-й хвилині переможного (6:0) домашнього поєдинку 6-го туру Першої ліги проти ПФК «Суми». Ємець вийшов на поле в стартовому складі та відіграв увесь матч. На початку січня 2019 року краматорський клуб продовжив орендну угоду захисника «Зорі». В липні 2019 року знову продовжив оренду футболіста
У січні 2020 року відправився в оренду до «Колоса». Дебютував у футболці ковалівського клубу 23 лютого 2020 року в переможному (2:1) виїзному поєдинку 19-го туру Прем'єр-ліги проти «Олександрії». Владислав вийшов на поле в стартовому складі та відіграв увесь матч.